# Моран, Гарри
Гарри Эдвин Моран (англ. Harry Edwin Moran; 2 апреля, 1889 года, Слейтер, Западная Виргиния — 28 ноября, 1962 года, Бекли, Западная Виргиния) — американский бейсболист, питчер. Выступал в Главной лиге бейсбола (МЛБ) в 1912—1915 годах.

## Биография
Родился в Западной Виргинии. В 1912 году присоединился к «Детройт Тайгерс». Дебютировал 23 июня в матче против «Сент-Луис Браунс», заменив Ральфа Воркса и за два иннинга пропустив один ран. 16 июля провёл полную игру против «Бостон Ред Сокс», пропустив 7 ранов в 8 иннингах. 1913 год провёл в составе «Провиденс Грейс» в Международной лиге, а в следующем сезоне присоединился к «Баффало Блюз» в качестве стартового питчера. Дебютировал 22 апреля в игре с «Питтсбург Ребелс», пропустив за 5,2 иннинга 5 ранов, но заработав победу. На следующий год перешёл в «Нью-Арк Пепперс» и выдал лучший сезон в карьере, установив карьерный рекорд по проведённым иннингам (205,2), проценту побед (59,1), страйк-аутам (80) и ERA (2,54). 1916 год провёл в составе «Луисвилл Колонелс» и «Милуоки Брюэрз» из Американской ассоциации, после чего завершил карьеру.